# شوكات علاكباروفا
شوكات فيزولا قيزي علاكباروفا (20 أكتوبر 1922 - 7 فبراير 1993) (بالأذرية: Şövkət Ələkbərova) - مغنية أذربيجانية، وفنانة الشعب.

## حياتها
ولدت شوكات علاكباروفا في 20 أكتوبر، عام1922 قي باكو. تخرجت من صف حوسينقولو سارابسكي في المدرسة الموسيقية إسمه عاسف زينلي، وحيث بدات إلى إبداعة مشهد.
و كانت عازفا منفردا لفرقة الأغنية والرقص في أذربيجان في فترة 1938-1945.
و منذ عام 1945 تعملت عازفا منفردا فيلهارموني أكاديمى لدولة أذربيجان.
شاركت في مسابقة جمعيات الهواة في عام 1937 وإجتزب اهتمامهم الحرفيين كبولبول، عزير حجيبكوف، سعيد روستاموف.
نغمت علاكباروفا مقام «قراباغ شيكاستسي» في الحفل النهائي في مسرح أكاديمية دولة أذربيجان للأوبرا والباليه ودخلت الثلاثة الأولى مع فاطمة مهراليفا وغولاغا مامادوف. بعد هذا نجحت التوفيق ووضعت هذه المسابقة الأساس لمهنة الموسيقى المهنية شوفكات ألاكباروفا.
بدأت إلى عملها كعازف منفرد في فيلهارموني أكاديمى لدولة أذربيجان منذ عام 1945, واكتسب الديوع الأغاني الشعبية، ومغامرات، وأغاني ملحن في عزفها شوكات فيزولا قيزي.
أقامت حفلات موسيقية نجحت بنجاح في العديد من مدن الاتحاد السوفيتي وفرنسا وسويسرا وسري لانكا وأفغانستان والهند ومصر والجزائر وإيران وتركيا وبولندا ودول أجنبية أخرى.

## مجموعة اغانيها
- «مساء»
- «فراق»
- «هيا صباحي»
- «كسرت نبضات القلب»[2]
- «التلال»
- «أنت لي، أنا لك»
- «أنت قلبي»
- «تعال بسرعة»[3]

## فيلموغرافيا
أفلامها التي لعبت دور
- إلى شعبي الأصلي (فيلم، 1954) (كامل فيلم طويل)
- حفلة الخريف (فيلم، 1962) (فيلم قصير)
- عازفة شوكات علاكباروفا (فيلم، 1970) (فيلم وثائقي قصير - فيلم-موسيقي)
- الشعب الأذربيجاني (فيلم، 1976) (فيلم وثائقي قصير - فيلم - حفلة موسيقية)
- الصوت (فيلم، 1988) (فيلم وثائقي قصير)

## وصلات الخرجية
https://www.youtube.com/watch?v=eaoN7uuo3sc
https://www.youtube.com/watch?v=wcy1NaEUmRw
https://www.youtube.com/watch?v=d6AH1QoNqjk